# Hans Matthiæ
Hans Matthiæ, född 28 februari 1570 i Västra Husby församling, död 12 juli 1637 i Sankt Olofs församling, Norrköping, var en svensk präst.

## Biografi
Hans Matthiæ föddes 1570 i Västra Husby församling. Han var son till kyrkoherden Matthias Petri Upplänning och Anna Danielsdotter Grubbe. Matthiæ studerade i Söderköping, Linköping och Nyköping. Han blev 1591 kollega vid Jönköpings trivialskola och reste 1593 till Tyskland. Där studerade han vid Rostocks universitet, Greifswalds universitet och Stettins universitet. Han disputerade 1596 i Stettin och Wittenbergs universitet. Han avlade magisterexamen i Wittenberg 1597. År 1597 utnämndes han till rektor vid Söderköpings trivialskola och blev samma år hovpredikant hos hertig Karl. Den 22 juli 1599 blev han kyrkoherde i Sankt Olofs församling, Norrköping, tillträde direkt och blev samma år kontraktsprost i Norrköpings kontrakt. Matthiæ avled 1637 i Sankt Olofs församling och begravdes i Sankt Olai kyrka av kyrkoherden Claudius Botvidi i Risinge församling, med likpredikan av Magnus Haraldi Wallerstadius, Linköping.

### Familj
Matthiæ gifte sig 1599 med Brita Evertsdotter Holm (född 1582). Hon var dotter till en borgmästare i Söderköping. De fick tillsammans barnen Ingrid Holm (1601–1603), Anna Holm (1602–1648) som var gift med slottsfogden Nils Jönsson på Linköpings slott, en dotter som var gift med handlanden Johan Haneman i Norrköping, Kerstin Holm som var gift med kyrkoherden Johannes Wallerius i Vallerstads församling och kyrkoherden Johannes Laurenius i Vallerstads församling, Malin Holm (1606–1606), Margareta Holm (1606–1606), Malin Holm (född 1607) som var gift med David Höijer och Johan Leuchovius, Johan Holm (född 1608), Margareta Holm (född 1609), Elisabeth Holm (1610–1610), Lisbeth Holm (1611–1647) som var gift med rådmannen Lars Månsson Dahl i Norrköping, Brita Holm (född 1612) som var gift med stadssekreteraren Anders Erichsson Svaert i Norrköping, Matthias Holm (1613–1633), Per Holm (1615–1615), Karin Holm (1615–1615), Karin Holm som var gift med kyrkoherden Claudius Prytz i Norrköping, sjökaptenen Evert Holm (född 1619), Sara Holm (född 1620) som var gift med assessorn Håkan Cederqvist, Eva Holm (född 1623) och Maria Holm (1625–1630).